# Auguste Hauschner

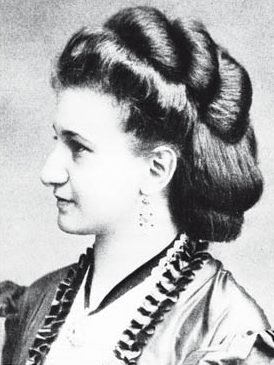
Auguste Hauschner

Auguste Hauschner (geboren als Auguste Sobotka 12. Februar 1850 in Prag, Kaisertum Österreich; gestorben 10. April 1924 in Berlin) war eine deutsche Schriftstellerin. Sie veröffentlichte auch unter dem Pseudonym Auguste Montag und gilt als wichtige Vertreterin der deutschsprachigen Autoren in Prag. In ihrem Werk setzte sie sich wiederholt mit gesellschaftskritischen Themen auseinander.

## Leben
Auguste Sobotka wurde als Tochter eines Kaufmanns mit jüdischen Wurzeln geboren und wuchs in Prag auf. Im Alter von 14 Jahren kam sie nach Berlin und besuchte dort vier Jahre lang das Jesenius-Internat. Nach ihrer Rückkehr nach Prag heiratete sie 1871 den Fabrikanten und Maler Benno Hauschner. Mit ihm siedelte sie Mitte der 1870er Jahre nach Berlin über. Ihre Wohnung im Bezirk Tiergarten entwickelte sich in den folgenden Jahren, insbesondere nach dem Tod ihres Ehemanns im Jahr 1890, zu einem bedeutenden Salon für Berliner Kunstschaffende. In ihrem Berliner Salon verkehrten neben ihrem Cousin Fritz Mauthner, mit dem sie in engem Briefverkehr stand, auch Gustav Landauer, Maximilian Harden, Max Liebermann und Max Brod.
Hauschner begann ihr literarisches Schaffen in den 1880er Jahren. Aus ihrer Feder stammen zahlreiche Novellen und Romane, in denen sie sich als eine der ersten Schriftstellerinnen mit der Frage der gesellschaftlichen Stellung von Frauen auseinandersetzt und sich mit Fragen der jüdischen Identität beschäftigt. Als ihr bedeutendstes Werk gilt der Roman Die Familie Lowositz (1908, zwei Bände), der mit „Rudolf und Camilla“ 1910 eine Fortsetzung erfährt. Hauschner zeichnet darin eine (autobiographisch geprägte) Milieustudie des deutsch-jüdischen Großbürgertums in Prag und Berlin.
Hauschner war von Beginn an eine Gegnerin des Weltkriegs und Pazifistin. Sie förderte sozialistische, anarchistische und feministische Akteure und Projekte.

## Werke (Auswahl)

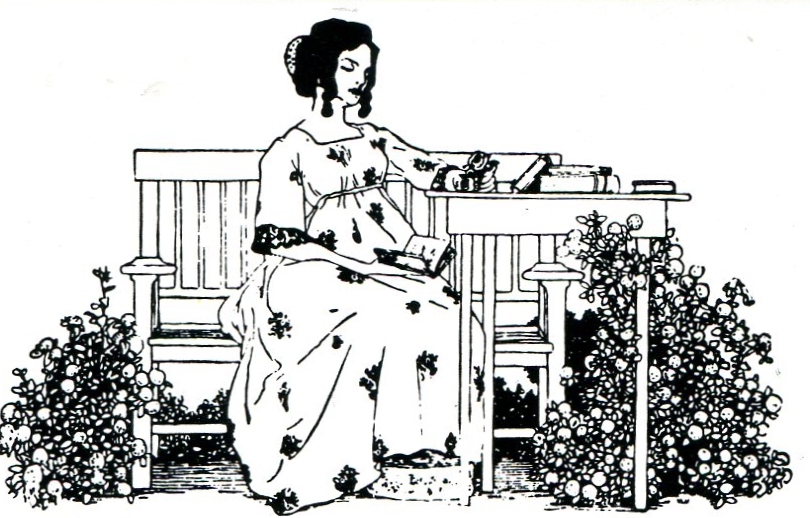
Heinrich Vogelers Zeichnung für den Roman Zwischen den Zeiten, 1906

- Doktor Ferenczy und andere Novellen, 1893
- Die Unterseele, Novellen, 1898
- Zwischen den Zeiten, 1906 
  - Neuausgabe: Auguste Hauschner: Zwischen den Zeiten. Herausgegeben und kommentiert von Henriette Herwig, Robin-M. Aust und Leah Vogt. Mit einem Nachwort von Robin-M. Aust. LIT-Verlag, Berlin, 2024, ISBN 978-3-643-15428-6.
- Die große Pantomime, 1913
- Der Tod des Löwen (Novelle aus der Zeit Rudolfs II.), 1916
- Der Versöhnungstag, 1918
- Die Siedelung (Masuren-Roman), 1918
- Nachtgespräche, 1919
- Die Heilung, 1921
- Briefe an Auguste Hauschner, herausgegeben von Martin Beradt und Lotte Bloch-Zavrel, 1929